# Konstal N3J
N3J – typ tramwaju, który powstał w 1957 roku w wyniku modernizacji tramwaju N w warsztatach przedsiębiorstwa MPK Warszawa. Modernizacje kolejnych wagonów, o zakresie mniej lub bardziej zbliżonym do prototypu, przeprowadzono w latach 1962–1965.
W 1960 r. Instytut Gospodarki Komunalnej stworzył projekt modernizacji tramwajów typu N/ND zbliżony do projektu warszawskiego z 1957 r. i zlecił miastu Kraków zmodernizowanie jednego tramwaju do 1962 r. Wzorem Krakowa przebudowę wykonały także Poznań (1961) i Szczecin (1963–1964).

## Modernizacja

### Warszawa
W 1957 r. skierowano do przebudowy warszawski wagon typu N nr 696. Usunięto drugą kabinę motorniczego i drzwi z lewej strony nadwozia, wymieniono jednoczęściowe drzwi przesuwne na czteroczęściowe harmonijkowe z napędem elektrycznym, podniesiono poziom podłogi na tylnym pomoście, zainstalowano dodatkowe miejsca siedzące. Nadwozie otrzymało fartuchy, a w przedniej ścianie wstawiono pochyloną szybę. W latach 1962–1964 przebudowano kolejne wagony typu N i ND, ale w porównaniu z prototypem z 1957 r., w prawie wszystkich wagonach zrezygnowano z elektrycznego napędu drzwi, wyrównania podłogi tylnego pomostu i montażu dodatkowych siedzeń. W latach 1965–1966 modernizacja obejmowała już tylko wymianę okien, wstawienie pochylonej szyby przedniej i zaślepienie drzwi w lewej ścianie nadwozia.

### Kraków
W 1960 r. Instytut Gospodarki Komunalnej stworzył projekt modernizacji tramwajów typu N. Ministerstwo Gospodarki Komunalnej zleciło wykonanie prototypowej modernizacji miastu Kraków. Krakowski tramwaj typu N nr 9 zmodernizowano w 1962 r. Zdemontowano drzwi jednoczęściowe przesuwne i wstawiono czteroczęściowe harmonijkowe, zamontowano nowy pulpit motorniczego, wyrównano podłogę i pokryto ją gumową wykładziną. Wydłużono fartuch nadwozia, przykrywając wózek. Drewniane ławki zastąpiono siedzeniami obitymi dermą, identycznymi do tych w tramwajach typu 13N. Ponadto motorniczy i konduktor otrzymali fotele, dzięki czemu nie musieli wykonywać pracy na stojąco. Poprzestano na przebudowie jednego egzemplarza z uwagi na wysoki koszt inwestycji. Eksploatacja liniowa jedynego zmodernizowanego tramwaju rozpoczęła się w 1963 r. i trwała do 1972 r. Wówczas wagon przekwalifikowano na techniczny i przebudowano na pług śnieżny. Użytkowany był przez zajezdnię Podgórze do 2023 r. 23 sierpnia 2024 r. uroczyście zaprezentowano tramwaj, który został odrestaurowany i przywrócony do pierwotnego stanu. Dwa dni później wagon rozpoczął kursowanie z pasażerami na linii turystycznej 0.

### Poznań
Wzorem Krakowa modernizację zgodnie z projektem Instytutu Gospodarki Komunalnej wykonał także Poznań. Pierwszy przebudowany tramwaj uroczyście przedstawiono publicznie 4 października 1961 r. na VIII Krajowym Zjeździe Komunikacji Miejskiej.

### Szczecin
W latach 1963–1964 w warsztatach tramwajowych przeprowadzono modernizację jednego tramwaju typu N nr 202. Zakres modernizacji nie różnił się znacząco od krakowskiego. Nie zdecydowano się na przebudowę kolejnych tramwajów z powodu wysokich kosztów.